# كريستيان سوسا
كريستيان سوسا (بالإسبانية: Cristian Sosa)‏ هو لاعب كرة قدم أوروغواياني في مركز الدفاع، ولد في 19 فبراير 1985 في مونتفيدو في الأوروغواي. لعب مع ديفينسور سبورتينغ ونادي ألساندريا ونادي تارانتو 1927 ونادي تارغو موريش ونادي سيتاديلا ونادي فينيزيا.

## وصلات خارجية
- كريستيان سوسا على موقع قاعدة بيانات كرة القدم.إي يو (الإنجليزية)
- كريستيان سوسا على موقع Soccerway.com (الإنجليزية)
- كريستيان سوسا على موقع عالم كرة القدم.نت (الإنجليزية)